# Yasuhiro Yamada
Yasuhiro Yamada (Hiroshima, 13 februari 1968 – 8 april 2013) was een Japans voetballer.

## Carrière
Yasuhiro Yamada speelde tussen 1990 en 1995 voor Yanmar Diesel en Shimizu S-Pulse.